# Göncz Árpád városközpont
Göncz Árpád városközpont - stacja budapeszteńskiego metra znajdująca się w ciągu niebieskiej linii podziemnej kolejki. Stacja jest częścią jednego z węzłów komunikacyjnych Budapesztu. Można tutaj skorzystać z przesiadki na obwodową linię tramwajową 1. W pobliżu kursują także autobusy linii: 26, 32, 34, 106, 115, 120.
Z powodu złego stanu technicznego, 6 listopada 2017 zamknięto stację na czas remontu.  Otwarcie przystanku po trwającej 15 miesięcy renowacji miało miejsce 30 marca 2019 roku. 